# Fozzano
Fozzano é uma comuna francesa na região administrativa de Córsega, no departamento de Córsega do Sul. Estende-se por uma área de 19,59 km². 